# Dick Motta

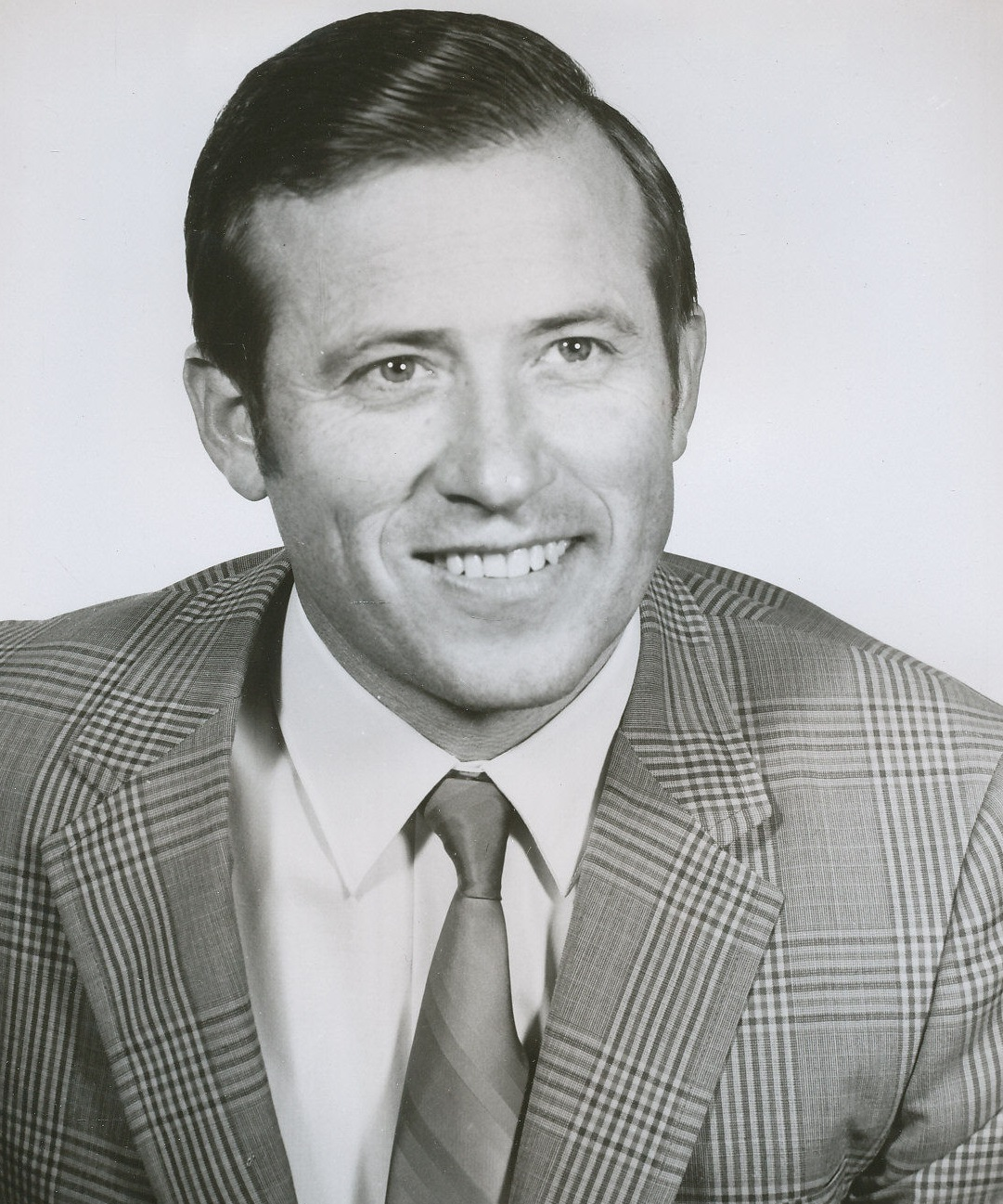
Dick Motta (1971)

John Richard "Dick" Motta (Midvale, 3 de setembro de 1931) foi um treinador de basquetebol da National Basketball Association (NBA) por 25 anos. Ficou famoso por sua frase "It ain't over 'til the fat lady sings." (português:Não é mais útil a senhora gorda cantar.).